# Cerco de Jerusalém (587 a.C.)
O Cerco de Jerusalém (589–587 a.C.) culminou na destruição de Jerusalém em 586 a.C., um evento significativo na história judaica. A cidade de Jerusalém, que tinha sido a capital do Reino de Judá, foi completamente arrasada pelos babilônios liderados pelo rei Nabucodonosor II, resultando na queda do reino e no exílio do povo judeu.

## Introdução
A história de Jerusalém remonta ao tempo de Davi, que conquistou a cidade dos jebuseus e a tornou a capital de seu reino unificado. A cidade era um importante centro religioso para os judeus, com o Templo de Salomão, construído no século X a.C., sendo o local sagrado mais importante do judaísmo.
No século VII a.C., o Reino de Judá foi subjugado pelos assírios, mas sobreviveu como um estado tributário. No entanto, no final do século VI a.C., o Império Babilônico emergiu como uma potência regional e iniciou uma campanha para expandir seu território. Em 597 a.C., Nabucodonosor II cercou Jerusalém e forçou o rei Jeconias a render-se. Ele foi levado cativo para a Babilônia junto com a elite do reino, incluindo os sacerdotes e os artesãos.
No entanto, Judá continuou a resistir e a desafiar a autoridade babilônica. Em 586 a.C., Nabucodonosor II liderou um segundo cerco a Jerusalém. Desta vez, a cidade foi completamente destruída e o Templo de Salomão foi queimado. A Bíblia descreve a destruição em detalhes, com o livro de Lamentações lamentando a destruição de Jerusalém e do Templo.
A queda de Jerusalém marcou o fim do Reino de Judá e o início do exílio babilônico. Muitos judeus foram levados cativos para a Babilônia e foram forçados a viver lá por décadas. No entanto, a queda de Jerusalém também deu início a um período de renovação espiritual entre os judeus exilados, com a criação de sinagogas e o surgimento de uma nova tradição religiosa que se tornou o judaísmo rabínico.
As evidências históricas da destruição de Jerusalém são amplas, incluindo registros babilônicos e inscrições em pedra que descrevem a conquista da cidade. Além disso, muitas descobertas arqueológicas foram feitas na cidade, incluindo as ruínas do Templo de Salomão, que testemunham a grandeza da cidade antes de sua destruição em 586 a.C.

## O CERCO DE JERUSALÉM
O cerco de Jerusalém em 586 a.C. foi um dos eventos mais dramáticos da história antiga. O exército babilônico liderado pelo rei Nabucodonosor II sitiou a cidade e impôs um bloqueio que durou cerca de um ano antes de conquistar e destruir a cidade.
Durante o cerco, os babilônios utilizaram várias táticas militares para enfraquecer a cidade e os seus defensores.
Algumas informações sobre o armamento e as técnicas de guerra utilizadas pelos babilônios compreendem:
Aríetes: Uma das principais táticas dos babilônios era o uso de aríetes para romper as paredes da cidade. Os aríetes eram grandes objetos de madeira com pontas de ferro que eram usados para bater nas paredes até derrubá-las. Os babilônios usavam aríetes de vários tamanhos, desde pequenos aríetes portáteis até grandes aríetes montados em torres móveis.
Torres de cerco: Para superar as muralhas da cidade, os babilônios também construíram torres de cerco, que eram torres altas montadas em rodas. Essas torres eram usadas para elevar os soldados acima das muralhas da cidade e permitir-lhes lutar corpo a corpo com os defensores.
Fundíbulas: Os babilônios também usavam fundíbulas, que eram dispositivos de arremesso de projéteis, semelhantes a uma catapulta, que podiam lançar pedras e outros objetos em longas distâncias. As fundíbulas eram usadas para atacar os defensores da cidade das muralhas.
Cerco e bloqueio: Além dessas táticas ofensivas, os babilônios também usavam um bloqueio militar para impedir a entrada de suprimentos na cidade. 
Os babilônios construíram fortificações ao redor da cidade para impedir a entrada de mantimentos e usavam patrulhas para interceptar caravanas que tentavam entrar ou sair da cidade. Como resultado, a cidade enfrentou escassez de alimentos e água durante o cerco.
Espionagem: Os babilônios também usavam espionagem para obter informações sobre a cidade e os seus defensores. Eles enviaram espiões para dentro da cidade para coletar informações sobre as defesas e as condições dos cidadãos. Essas informações ajudaram os babilônios a planejar as suas táticas de ataque.
Em resumo, a destruição de Jerusalém em 586 a.C. foi um evento importante na história do antigo Israel, marcando o fim do Reino de Judá e o início do exílio babilônico. Apesar da tragédia da destruição, o período do exílio também deu início a uma renovação espiritual entre os judeus exilados, que moldou a tradição religiosa judaica que conhecemos hoje.
É importante lembrar que os babilônios eram conhecidos por serem um povo extremamente habilidoso em guerras e cercos, tendo conquistado e destruído outras cidades importantes na região na época.